# 足白村
足白村（あしじろむら）は、福岡県にあった村で、嘉穂郡に属していた。旧嘉麻郡。

## 地理
筑豊を構成する自治体の一つでもあった。

## 歴史
- 1889年4月1日 - 町村制施行に伴い嘉麻郡馬見村、屏村、椎木村の区域をもって足白村が成立。
- 1896年4月1日 - 嘉麻郡と穂波郡が合併して嘉穂郡となる[1]。
- 1955年1月1日 - 嘉穂郡大隈町、宮野村、千手村と合併（新設合併）して嘉穂町となり、自治体としては消滅した。